# Sławoborze
Sławoborze è un comune rurale polacco del distretto di Świdwin, nel voivodato della Pomerania Occidentale.
Ricopre una superficie di 188,70 km² e nel 2005 contava 4 239 abitanti.